# José Abreu (football)
Pour les articles homonymes, voir Abreu et José Abreu.
José Abreu, de son nom complet José Carlos Gonçalves Abreu, est un footballeur portugais né le 14 novembre 1954 à Guimarães. Il évoluait au poste de milieu de terrain.

## Biographie

### En club
Formé au Vitória Guimarães, il évolue pendant la majorité de sa carrière dans ce club (11 saisons de 1970 à 1983),.
Après deux saisons passées sous les couleurs du Portimonense SC, il finit sa carrière en 1986 au GD Chaves,.
Il dispute 311 matchs pour 33 buts marqués en première division portugaise,.

### En équipe nationale
International portugais, il reçoit trois sélections toutes dans le cadre d'amicaux en équipe du Portugal en 1982 pour aucun but marqué.
Son premier match est disputé le 20 janvier contre la Grèce (victoire 2-1 à Néa Filadélfia).
Sa deuxième sélection disputée le 17 février contre l'Allemagne de l'Ouest (défaite 1-3 à Hanovre).
Son dernier match est joué le 24 mars contre la Suisse (défaite 1-2 à Lugano).